# باربد طاهری
باربد طاهری (زاده ۱۳۲۱ در آبادان _ درگذشته ۱۷ اردیبهشت ۱۳۸۹ در کالیفرنیا) تهیه‌کننده و مدیر فیلم‌برداری سینمای ایران بود. او فعالیت سینمایی را سال ۱۳۵۰ با فیلم «خداحافظ رفیق» ساخته امیر نادری به عنوان تهیه‌کننده آغاز کرد.
وی داماد صادق شباویز و همسر فلورا شباویز (بازیگر تلویزیون و سینما) بود.

## فعالیت‌های حرفه‌ای

### کارگردان
- سقوط ۵۷ (۱۳۵۸)

### تهیه‌کننده
1. سقوط ۵۷ (۱۳۵۸)
2. خانه قمر خانم (۱۳۵۱)
3. رگبار (۱۳۵۱)
4. خداحافظ رفیق (۱۳۵۰)
5. سوغات اصفهان (۱۳۴۹) - به نمایش درنیامد

### مدیر فیلمبرداری
1. زیر پوست شب (۱۳۵۳)
2. قربون زن ایرونی (۱۳۵۲)
3. خانه قمر خانم (۱۳۵۱)

### فیلمبردار
1. گرفتار (۱۳۶۶)
2. سقوط ۵۷ (۱۳۵۸)
3. خاک مهر شده (۱۳۵۶)
4. میراث (۱۳۵۵)
5. رگبار (۱۳۵۱)
6. سوغات اصفهان (۱۳۴۹)

### تدارکات
1. دایره مینا (۱۳۵۷)
2. میراث (۱۳۵۵)